# نیروهای ارتش ایالات متحده در شرق دور
نیروهای ارتش ایالات متحده در شرق دور به اختصار (USAFFE) به مجموعهٔ نیروهای ایالات متحده آمریکا در خلال جنگ جهانی دوم و در بین سالهای ۱۹۴۱ تا ۱۹۴۶ در منطقه شرق دور اطلاق می‌شود.
این دسته از نیروها به فرماندهی ژنرال داگلاس مک آرتور بود و پایگاه اصلی آن‌ها در کشور فیلیپین قرار داشت.